# Mapa otce Maura
Mapa otce Maura je mapa, kterou kolem roku 1450 nakreslil benátský mnich otec Mauro. Originál mapy se nachází v Benátkách v Národní knihovně sv. Marka (italsky Biblioteca Nazionale Marciana), kopie z roku 1804 je uložena v Britské knihovně. Podle arabské tradice je mapa orientována opačně než je dnes zvykem – jih je nahoře a sever dole.

## Mapa
Mapa shrnuje vědomosti Evropanů o světě před začátkem objevitelských cest. Při jejím sestavování s otcem Maurem spolupracoval mořeplavec a kartograf Andrea Bianco. Koncem 50. let na objednávku portugalského krále Alfonse V. nakreslili kopii mapy pro jeho strýce Jindřicha Mořeplavce, tato kopie se nezachovala.
Otec Mauro vycházel z klasické tradice (díla Klaudia Ptolemaia) nicméně s četnými doplňky a opravami podle novějších informací. Maurova mapa obsahuje řadu údajů, do té doby evropským kartografům neznámých. Pravděpodobně využil informace z díla Marca Pola, ale i ústní informace od benátských i jiných obchodníků a cestovatelů. Důležitost těchto zdrojů je zmíněna v řadě popisků. Použil zřejmě i arabské zdroje, včetně Tabula Rogeriana, o čemž svědčí orientace mapy s jihem nahoře, pro arabské mapy typická. O zemích Afrického rohu ho mohli poučit etiopští vyslanci pobývající v Itálii ve 30. a 40. letech 15. století a mimo jiné se účastnící Florentského koncilu, ruská delegace na koncilu mohla být zdrojem informací o východní Evropě.

### Literаtura
- FALCHETTA, Piero. Fra Mauro's World map with a commentary and translations of the inscripts. 1. vyd. Venezia: Brepols Publishers, 2006. 830 s. ISBN 2-503-51726-9.